# Tommaso Redi
Tommaso Redi (Firenze, 22 dicembre 1665 – Firenze, 10 ottobre 1726) è stato un pittore italiano del tardo periodo barocco, attivo in Toscana.

## Biografia
Tommaso Redi nacque a Firenze nel 1665 e iniziò la sua carriera pittorica a 18 anni studiando presso Anton Domenico Gabbiani. Si spostò in seguito a Roma, si hanno sue notizie nel 1690, dove partecipò all'Accademia Romana dei Medici dove fu allievo di Ciro Ferri e Carlo Maratta e, per Luigi Lanzi nella sua Storia pittorica, anche di Antonio Balestra.
(Luigi Lanzi, Storia pittorica dell'Italia dal risorgimento delle belle arti fin presso la fine del secolo XVIII, vol. 1, p. 307)
Questa permanenza nella capitale lo pose in una posizione di potere sugli altri pittori toscani di respiro provinciale.
Lo si vede molto bene in una lettera di risposta al suo maestro Gabbiani ad una richiesta di raccomandazione per il suo mecenate Giovan Giacomo de' Rossi per avere delle commissioni a Roma.
Nella risposta del 10 giugno, del 1690, il Redi dice di aver raccomandato:
(Antonio Bottari, Raccolta di lettere sulla pittura, scultura ed architettura)
Questo suo ruolo di apripista per i pittori toscani a Roma viene più volte ribadito nelle corrispondenze tra i pittori. Come nel caso del Luti che scrive al Gabbiani, in una lettera da Roma datata 19 maggio 1691.

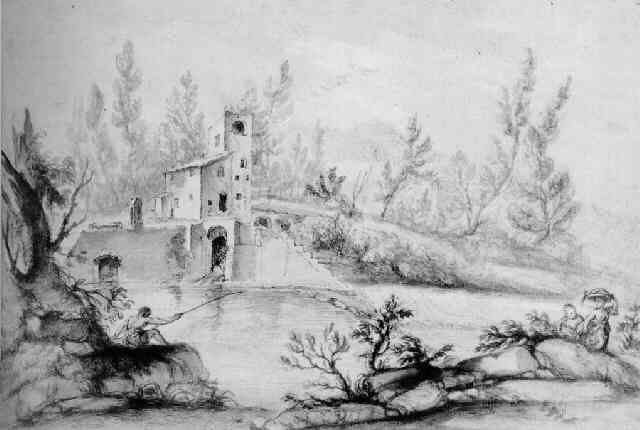
Paesaggio fluviale con figure

Tornato a Firenze, intorno al 1700, divenne il pittore favorito di Cosimo III de' Medici che lo usò spesso per le sue committenze. Ma il suo più prestigioso committente, e protettore fu Francesco Nicolò Maria Gabburri che lo lodò pubblicamente, anche se il Redi era ormai passato a miglior vita, in una lunghissima lettera del 1732 a Pierre Mariette, famoso mercante d'arte francese amico di Antoine Watteau.
Fu chiamato anche alla corte dallo Zar di Russia Pietro il Grande, che l'aveva visto in un suo viaggio a Firenze, per farlo partecipare, come maestro, all'Accademia delle Belle Arti di Mosca nel 1716, ma il Redi declinò l'invito e dieci anni dopo morì nella sua città natale.

## Le opere
Fra le sue opere maggiori si possono citare un lunettone affrescato per il chiostro dei monaci della Certosa di Firenze (1717), le tele  l'Arcangelo Gabriele e la Gloria di San Giuseppe per Chiesa dei Santi Quirico, Lucia e Pietro d'Alcantara, a Montelupo Fiorentino, nella Abbazia di Monte Senario, presso Vaglia dipinse nelle cappelle ai lati dell'altar maggiore, due tele che rappresentano episodi della vita di San Filippo Benizi.
Nella Basilica della Santissima Annunziata di Firenze dipinse alcuni medaglioni per l'interno della chiesa, Il transito di San Giuseppe nella fiorentina Chiesa di Santa Maria di Candeli, un altare della Santissima Annunziata di Pistoia e La condanna a morte di San Valentino nella chiesa di Santa Maria Assunta a Bientina, nell'aretino.
Suoi allievi furono: Giovanni Domenico Campiglia, Giuseppe Grisoni, Benedetto Luti, Giuseppe Menabuoni e un giovane Giovanni Domenico Ferretti.